# Tredici Comuni
I Tredici Comuni (Draitza Kamoündar in  cimbro, Trèdase Comuni in veneto) sono un'area della provincia di Verona localizzata grossomodo al centro della Lessinia, territorio montano delle Prealpi Venete.
È delimitata a ovest dal Vajo dei Falconi, mentre a est raggiunge il confine della provincia di Vicenza presso l'alta valle del Chiampo. In sostanza, vi sono comprese le alte e le medie valli dei Falconi, dell'Anguilla, di Squaranto e d'Illasi, nonché il sovrastante altopiano dove esse convergono.
Il toponimo ricorda come, sino alla caduta della Serenissima, l'area costituisse un'unità amministrativa organizzata, appunto, in tredici Comuni (undici fino al 1616, quando furono aggiunti Erbezzo e San Bartolomeo):
- Velo Veronese, capoluogo del distretto
- Roverè di Velo, oggi Roverè Veronese
- Valdiporro
- Azzarino (toponimo oggi desueto che indica un insieme di contrade a nordest di Velo)
- Camposilvano (attuale contrada di Velo)
- Selva di Progno con Giazza
- Sprea con Progno, oggi Badia Calavena
- Saline, oggi San Mauro di Saline
- Bosco Frizolana, oggi Bosco Chiesanuova
- Tavernole (attuale frazione di San Mauro di Saline)
- Cerro o Alferia
- Erbezzo
- San Bartolomeo (attuale frazione di Selva di Progno)

Come si può notare, otto delle tredici suddivisioni si sono conservate tutt'oggi come comuni italiani.

## Storia
I Tredici Comuni assunsero una propria identità a partire dalla fine del Duecento, quando la zona venne raggiunta da un gruppo di coloni di origine bavarese e tirolese affine a quello che già da qualche decennio si stava riversando sull'Altopiano di Asiago. Si venne quindi a formare una piccola "oasi" germanica con lingua (cimbro) e usanze divergenti rispetto al predominante elemento latino. Dal 1326, grazie a un diploma di Cangrande I della Scala, signore di Verona, ebbero il privilegio di organizzarsi in Comuni con larga autonomia.
Vero è che l'elemento cimbro non si diffuse uniformemente in tutto il territorio: a sud della linea Bosco Chiesanuova-Roverè-Badia Calavena, e in particolare nei comuni di Bosco ed Erbezzo, fu molto scarso; addirittura Cerro, Tavernole e Sprea con Progno rimasero latini. D'altra parte, stanziamenti germanofoni si ritrovarono al di fuori dei Tredici Comuni come, nella valle del Chiampo (Altissimo e Crespadoro), attorno a Recoaro e in alcune località della Valle dei Signori.
I privilegi dei Tredici Comuni vennero meno dopo la caduta della Repubblica di Venezia. Velo perse inoltre il suo ruolo di capoluogo poiché la sede del distretto istituito durante la successiva dominazione Austriaca divenne Badia Calavena, e più tardi Tregnago. 
Nel frattempo si assistette alla rapida regressione della lingua cimbra, iniziata invero già alla fine del Seicento; se alla fine del XVIII secolo era ancora parlata nella gran parte dell'attuale comune di Selva di Progno e in alcune contrade di Velo e Roverè, all'inizio del Novecento essa si limitava alla sola Giazza e a una minoranza di selvaprognesi. Attualmente il cimbro dei Tredici Comuni è parlato solo da una ventina di anziani di Giazza e da circa quaranta emigranti.